# The Undercover Sessions

The Undercover Sessions est un EP de Ill Niño sorti en 2006.

## Liste des titres
1. Arrastra
2. Zombie Eaters "Feat. Chino Moreno" (reprise de Faith No More)
3. Reservation for Two
4. Red Rain (reprise de Peter Gabriel)
5. Territorial Pissing (reprise de Nirvana)